# Sint-Remigiuskerk (Lithoijen)
De Sint-Remigiuskerk is een rooms-katholieke kerk in de Nederlandse plaats Lithoijen. De kerk is gewijd aan de heilige Remigius van Reims.
Lithoijen behoorde in de middeleeuwen toe aan het Klooster van Saint-Remi in Reims. Dit was de reden dat de tufstenen kerk uit de 12e eeuw Remigius van Reims als patronaat had. In 1613 gaat het patronaatsrecht over op de Abdij van Berne in Heeswijk en na de reformatie valt de kerk in protestantse handen. De katholieken waren gewezen op de kerken in het vrije graafschap Megen, zoals de Sint-Benedictuskerk in Teeffelen. Later werd er toegestaan om een eigen schuurkerk te bouwen en na de Franse tijd in Nederland volgde de bouw van een waterstaatskerk. De waterstaatskerk heeft het enkele decennia volgehouden, waarop deze werd vervangen door een neogotische kerk van Caspar Franssen. 
Voor de bouw werd grond naast de pastorie aangekocht en bouwrijp gemaakt. De eerste steen werd gelegd op 3 mei 1900, een jaar later werd de kerk ingezegend door pastoor Van den Berg en op 5 augustus 1901 geconsacreerd door bisschop Wilhelmus van de Ven. De kerk is in bakstenen opgetrokken als pseudobasiliek. De apsis is driezijdig gesloten en het schip heeft gemetselde gewelven. De zijgevel en apsis zijn voorzien van spitsboogvensters met glas-in-loodramen. De kerktoren staat aan de westzijde en wordt bekroond door een achtkantige spits tussen vier topgevels.
Elementen van het interieur van de kerk zijn grotendeels afkomstig van Franssen en Hendrik van der Geld. Franssen is verantwoordelijk voor het ontwerp van de preekstoel die door Van der Geld is uitgevoerd. Diverse altaren zijn gemaakt door Van der Geld. Daarnaast zijn in de kerk enkele beelden aanwezig van Jan Custers.
Tegenover de kerktoren is het kerkhof gelegen. Het kerkhof wordt omringd door een bakstenen muur voorzien van diverse beelden en een smeedijzeren toegangspoort. Bij de twee entrees staan twee zandstenen beelden. Bij de ingang bij de kerktoren zijn het twee beelden van bebaarde heiligen met mijter. Bij de zuidelijk ingang staan beelden van Maria met kind en een beeld van Jozef.
De kerk en kerkhofmuur met beelden zijn in 2000 apart van elkaar aangewezen als rijksmonument. 

## Galerij

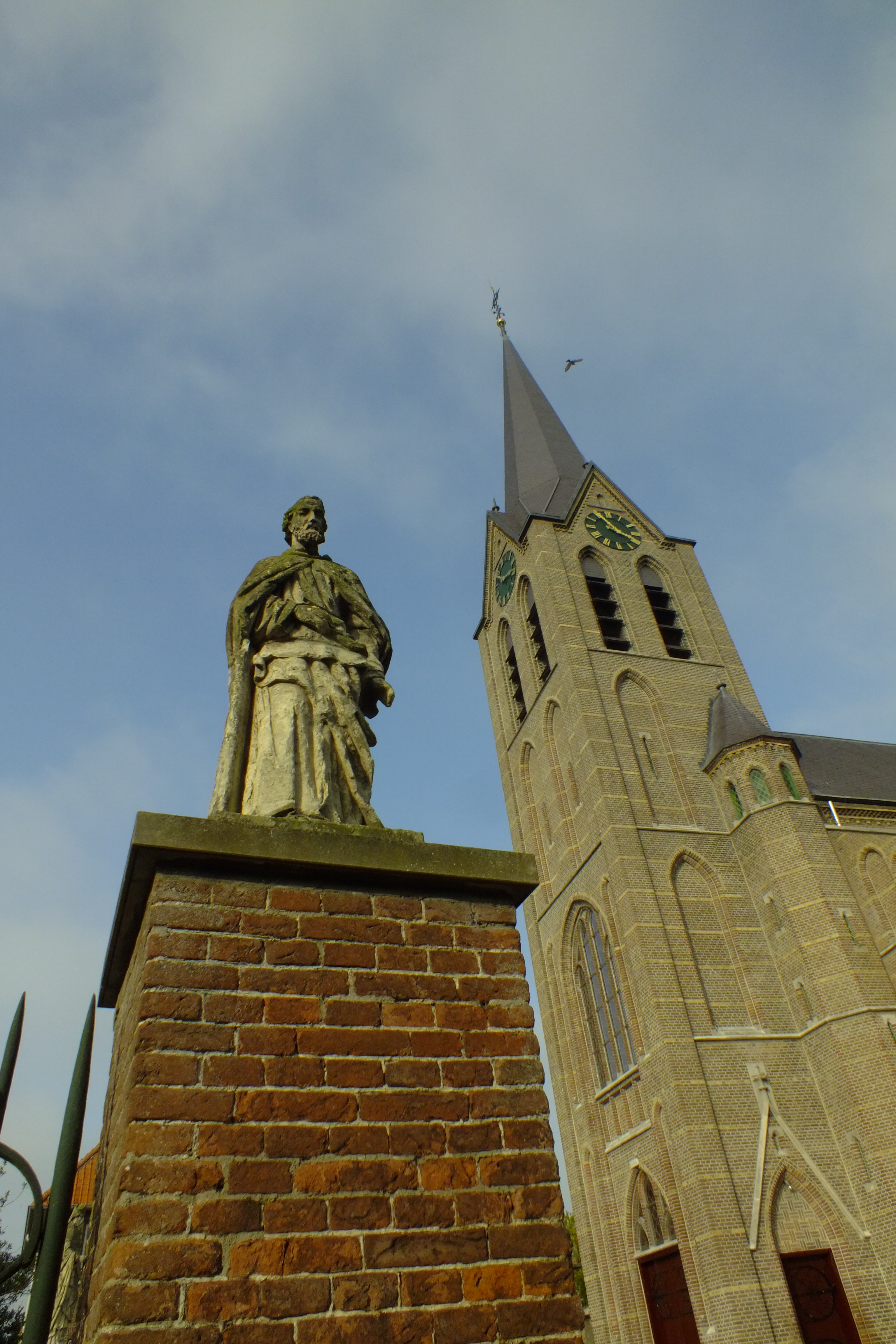
Kerkhofmuur en kerktoren
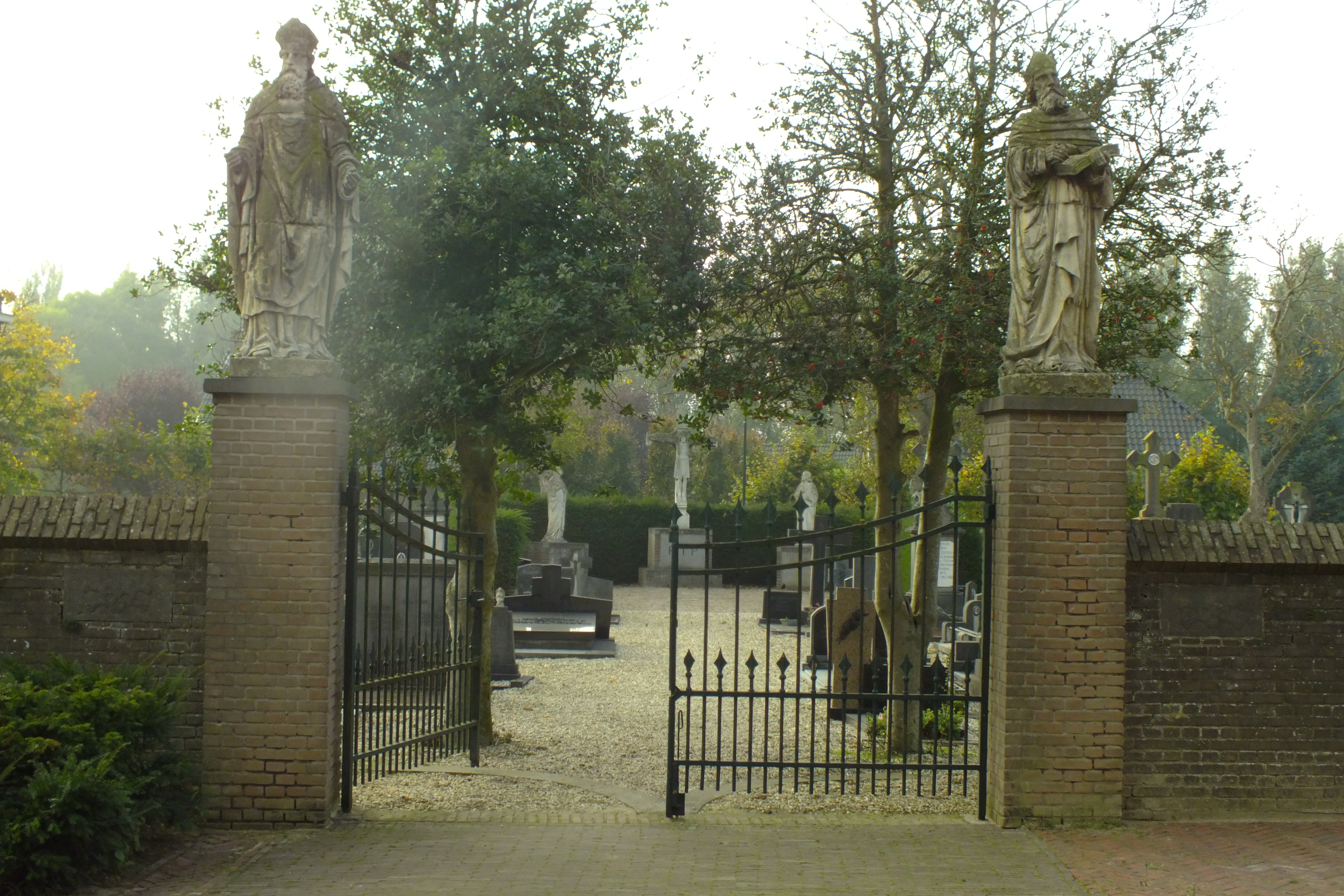
Entree kerkhof
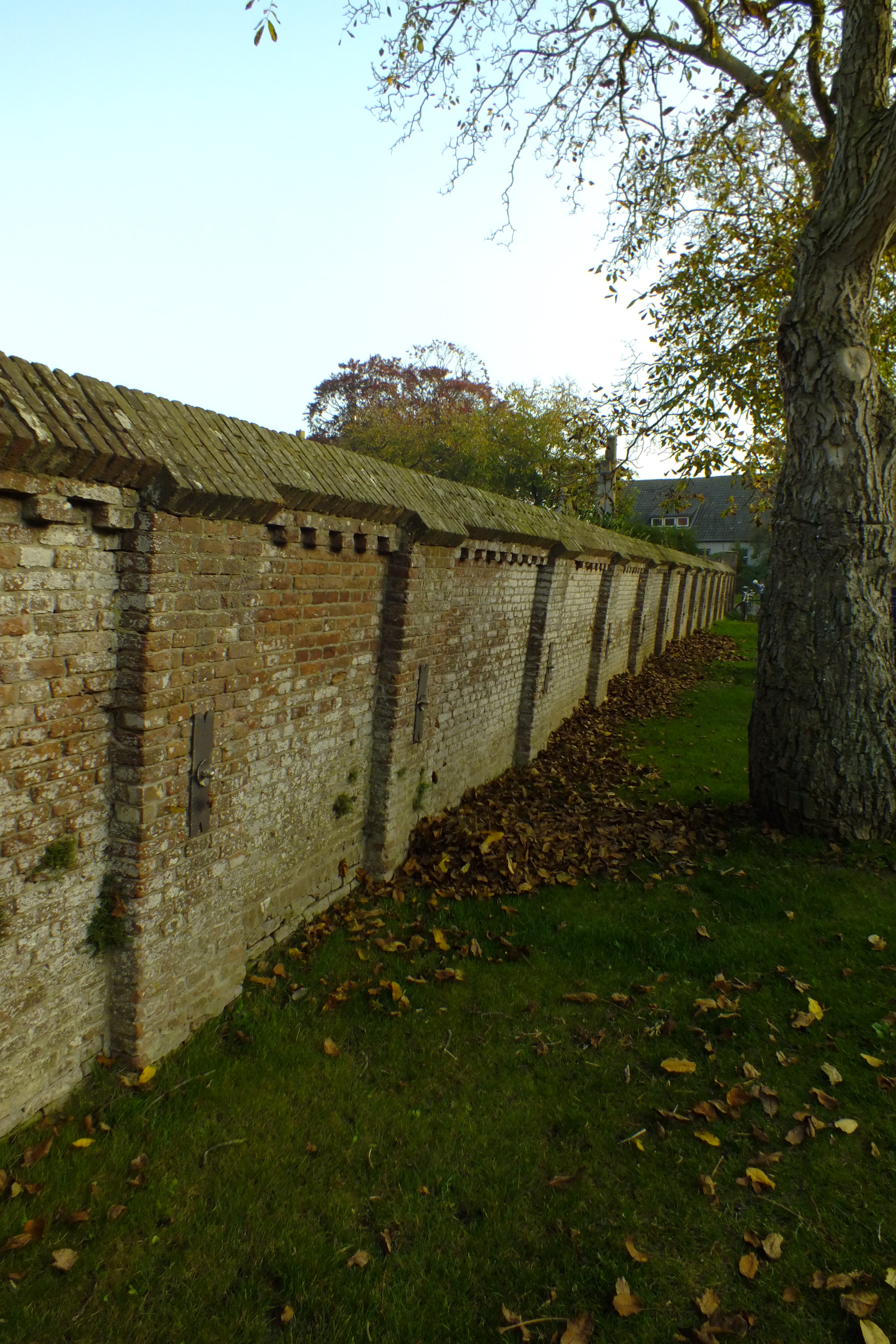
Kerkhofmuur